# Biblioteka Narodowa Sri Lanki
Biblioteka Narodowa Sri Lanki – biblioteka narodowa na Sri Lance w Kolombo.

## Historia
W 1970 roku na mocy ustawy Ceylon National Library Services Board Act No.17 miała powstała Cejlońska Rada Biblioteki Narodowej (Ceylon National Library Services Board) w Kolombo, a jej sekretarz pełnił funkcję dyrektora Biblioteki Narodowej. Na mocy ustawy z 1998 roku zmieniono jej nazwę na Narodowa Rada ds. Usług Bibliotecznych i Dokumentacji. Rada zleciła w 1974 roku brytyjskiemu architektowi Michaelowi Brawne przygotowanie projektu nowego gmachu biblioteki. Budowę rozpoczęto w 1976 roku, ale z powodu braku funduszy prace przedłużały się. Ostatecznie otwarcie biblioteki przez prezydenta Ranasinghe Premadasę miało miejsce 27 kwietnia 1990 roku.

## Zbiory
Zbiory biblioteki są gromadzone od 1970 roku. W 1976 roku po uchwaleniu ustawy biblioteka otrzymała prawo do otrzymywania egzemplarza obowiązkowego każdej publikacji wydanej na terenie kraju. Zgodnie z nią drukarnia przekazuje 5 egzemplarzy druku do Archiwum Narodowego, które zajmuje się rejestracją wydanych książek i czasopism. Z nich tylko jeden jest przekazywany do Biblioteki Narodowej. W bibliotece nie ma wolnego dostępu do zbiorów. Książki są udostępniane w czytelniach. Nie ma możliwości ich wypożyczania.
W 2013 roku zbiory biblioteki liczyły 1 000 000 woluminów.

## Budynek
Pięciopiętrowy budynek ma powierzchnię 11 250 m². Znajdują się w nim trzy czytelnie dla 350 czytelników oraz kilka sal do nauki, klimatyzowane audytorium z 145 miejscami oraz sala konferencyjna. W budynku znajduje się mural namalowany przez uczniów i nauczycieli z różnych szkół przedstawiający florę i faunę Sri Lanki.  
W 2018 roku rozpoczęto modernizację gmachu biblioteki. 